# 15567 Джіакомеллі
15567 Джіакомеллі (15567 Giacomelli) — астероїд головного поясу, відкритий 5 квітня 2000 року.
Тіссеранів параметр щодо Юпітера — 3,263.